# Боровский, Исидор
Исидор Боровский (пол. Izydor Borowski; 1776 — 24 июня 1838) — польский военачальник, участник восстания Костюшко, адъютант Симона Боливара, генерал войны за независимость испанских колоний в Америке, персидский визирь. Национальный герой Персии.

## Биография
Шляхтич. В 1794 году участвовал в восстании Костюшко. После подавления мятежа покинул родину и вступил в польский легион Я. Домбровского, в рядах которого в чине офицера участвовал в Итальянской кампании (1796—1797) Наполеона. На стороне французов сражался с австрийской, папской, неаполитанской, венецианской армиями и против Суворова.
Позже в 1801 в составе полубригады под командованием генерала Ш. Леклерка был отправлен на остров Сан-Доминго для подавления антифранцузского восстания негритянского населения.
Сомневаясь в целях этой экспедиции, в 1803 оставил службу Франции на Сан-Доминго и вступил в пиратское сообщество «Братья побережья» (Les freres de la cote), объединяющее корсаров и буканьеров Карибского моря.
Затем оказался в рядах солдат Франсиско де Миранды, который при поддержке Соединенных Штатов и Англии готовился к освободительной борьбе против испанцев в Южной Америке. Восстание закончилось неудачей и его участники, среди них и Боровский, скрылись на Ямайке.
Внёс свой вклад в историю многих народов. После знакомства с Симоном Боливаром в 1810 году, стал его адъютантом и генералом, принимал участие в войне за независимость испанских колоний в Америке. Исидор Боровский принимал участие в сражениях в Венесуэле и Колумбии, был на стороне Боливара, когда тот создавал повстанческую республику — Картахена и Новая Гранада. Когда Боливар вынужден был бежать на Ямайку, Боровски последовал за ним, будучи уже его помощником и проделал с ним путь через джунгли Ориноко. В 1816 году вернулся в Венесуэлу. В 1819 перевалив через Анды добрался до Колумбии.
Занимался обеспечением войск Боливара оружием и боеприпасами. Особо отличился и стал героем войны за свободу Венесуэлы и Колумбии.
Позже жил в Боготе, занимался научной и экономической деятельностью, но жизнь не позволила ему поселиться там надолго. В результате интриг, предпринимаемых против него в окружении Боливара, вынужден был покинуть Боготу.
Вернувшись в Европу, он узнал, что в Париже спешно набирать войска для Персии, искали опытных офицеров для сформированной армии шаха. Перед тем как отправиться в Персию, он некоторое время жил в Египте, где служил паше Мухаммеду Али.
Около 1821 года прибыл в Персию. В 1834 году, помог получить трон Мохаммед-шах Каджару из династии Каджаров. за что получил высокую должность в армии — был назначен эмиром, со временем стал шахским визирем и командующим войсками, сражавшимися против афганцев и арабским эмиратов на южном побережье Персидского залива. Занимался модернизацией персидской армии по французскому образцу .
В 1838 году участвовал в войне с туркменами.
Погиб на посту командующего персидской армии в Афганистане во время осады Герата, воротам к завоеванию Индии. Похоронен в Тегеране.
Считается национальным героем Персии.
Его сын Антони Боровский был также генералом, который в 1821 прибыл в Персию и с юности служил офицером в персидской армии.